# Monte Leone
De Monte Leone is een 3552 meter hoge berg op de grens van Zwitserland en Italië (Wallis en Piëmont).
De berg verheft zich ten oosten van de beroemde Simplonpas op de grens van de Leponische en Pennische Alpen. De Monte Leone is al vanaf verre herkenbaar door de uitgestrekte Kaltwassergletscher aan de noordzijde. Het massief van de Monte Leone omvat behalve de gelijknamige top ook de 3.437 meter hoge Breithorn.
De Monte Leone kan het beste in het zomerseizoen beklommen worden (van juli tot oktober). De meest gebruikelijke route begint op de Simplonpas. Via de Homattupas (2867 m) en Breithornpas (3355 m) wordt zo de Alpejergletsjer bereikt. Vandaar kan via de bergkam in zuidwestelijke richting de top bereikt worden. Vanaf de top van de Monte Leone heeft men een weids uitzicht over het oostelijke deel van de Walliser Alpen en de Berner Alpen.